# Brug 188
Brug 188 was de aanduiding van een tweetal bruggen in Amsterdam.
Allereerst was het een vaste brug in Amsterdam Oud-West. Ze was gelegen in de (Oude) Hemweg over het verbindingskanaal naar de nieuwe Houthaven, ze werd in 1930 voorzien van een nieuwe bovenbouw. De parallelliggerbrug lag er tot 1931 toen het gebied opnieuw werd ingedeeld. De brug werd vervolgens per schip getransporteerd naar de Singelgracht waar ze tot 1975 dienst deed als “tijdelijke” Rotterdammerbrug.
In later jaren werd het brugnummer ook nog tijdelijk gebruikt voor een brug in Amsterdam-Noord, die over het Buiksloterkanaal ligt en bij de herinrichting van het Royal Dutch Shell-terrein een nieuw nummer kreeg, brug 2476, Galgenveldbrug.      
<<< · 100 · 101 · 102 · 103 ·  105 · 106 · 107 · 108 · 109 ·  110 · 111 · 112 · 113 · 114 · 115 · 116 · 117 · 118 · 119 · 120 · 121 · 122 · 123 · 124 · 125 · 126 · 127 · 128 · 129 · 130 · 131 · 132 · 135 · 136 · 137 · 138 · 139 · 140 · 141 · 142 · 143 · 144 · 145 · 146 · 147 · 148 · 149 ·  150 · 151 · 152 · 155 · 156 · 159 · 160 · 161 · 162 · 163 · 164 · 165 · 166 · 167 · 168 · 169 ·  170 · 171 · 172 · 173 · 174 · 175 · 176 · 177 · 178 · 179 · 180 · 181 · 182 · 183 · 184 · 185 · 186 · 187 · 189 · 190 · 191 · 192 · 193 · 194 · 195 · 196 · 198 · 199 · >>>
Brugnummers 104, 133, 134, 153, 154, 157, 158, 188 en 197 zijn niet (meer) in gebruik.